# クリスティアン3世 (プファルツ＝ツヴァイブリュッケン公)
クリスティアン3世（Christian III., 1674年11月7日 - 1735年2月3日）は、プファルツ＝ツヴァイブリュッケン＝ビルケンフェルト公（在位：1717年 - 1735年）、プファルツ＝ビルケンフェルト＝ツヴァイブリュッケン公（在位：1731年 - 1735年）。プファルツ＝ツヴァイブリュッケン＝ビルケンフェルト公クリスティアン2世とラッポルトシュタイン伯ヨハン・ヤーコプの娘カタリーナ・アガータの長男。
1699年に父からラッポルトシュタイン伯領を譲られ、1717年に父が亡くなりプファルツ＝ツヴァイブリュッケン＝ビルケンフェルト公領も相続した。更に1731年、遠縁のプファルツ＝ツヴァイブリュッケン公兼プファルツ＝クレーブルク公グスタフ・ザムエル・レオポルトが子の無いまま亡くなったため、遺領を継承、名称をプファルツ＝ビルケンフェルト＝ツヴァイブリュッケン公領に改称した。1735年に死去、長男のクリスティアン4世が後を継いだ。

## 子女
1719年、ナッサウ＝ザールブリュッケン伯ルートヴィヒ・クラートの娘カロリーネと結婚、4人の子を儲けた。
1. ヘンリエッテ・カロリーネ（1721年 - 1774年） - ヘッセン＝ダルムシュタット方伯ルートヴィヒ9世と結婚、「大方伯妃（die Große Landgräfin）」として知られる。
2. クリスティアン4世（1722年 - 1775年） - プファルツ＝ビルケンフェルト＝ツヴァイブリュッケン公
3. フリードリヒ・ミヒャエル（1724年 - 1767年） - 神聖ローマ帝国軍（ハプスブルク帝国軍）の陸軍元帥、バイエルン国王マクシミリアン1世ヨーゼフの父。
4. クリスティアーネ・ヘンリエッテ（1725年 - 1816年） - 1741年にヴァルデック=ピルモント侯カール・アウグスト・フリードリヒと結婚